# Дігтярівка (Новгород-Сіверський район)
Дігтя́рівка — село в Україні, у Новгород-Сіверській міській громаді Новгород-Сіверського району Чернігівської області. Населення становить 657 осіб. До 2020 орган місцевого самоврядування — Дігтярівська сільська рада.

## Історія

Пам'ятник гетьману Мазепі та королю Карлу XII

Дігтярівка вперше згадується у 1673 р. Тут існує пам'ятка архітектури — Покровська церква (1710 р.). Біля села знайдено стоянку та поселення епохи мезоліту (10-8 тис. до н. е.), ранньозалізної доби (1 тис. до н. е.), райнньословянські (3-8 ст.), городища ранньозалізної доби (6-3 ст. до н. е.).
30 жовтня 1708 року в селі відбулася історична зустріч гетьмана України Івана Мазепи та короля Швеції Карла ХІІ Ґустава, де було прийнято рішення про формування військово-політичного альянсу та спільні дії проти царя Петра І з метою створення незалежної української держави.
11 вересня 2008 року на честь цієї історичної події у селі встановлено пам'ятник.
12 червня 2020 року, відповідно до розпорядження Кабінету Міністрів України № 730-р «Про визначення адміністративних центрів та затвердження територій територіальних громад Чернігівської області», увійшло до складу Новгород-Сіверської міської громади.
19 липня 2020 року, в результаті адміністративно - територіальної реформи та ліквідації колишнього Новгород-Сіверського району, село увійшло до новоствореного Новгород-Сіверського району Чернігівської області.

## Населення
Згідно з переписом УРСР 1989 року чисельність наявного населення села становила 859 осіб, з яких 360 чоловіків та 499 жінок.
За переписом населення України 2001 року в селі мешкали 654 особи.

### Мова
Розподіл населення за рідною мовою за даними перепису 2001 року:
| Мова       | Відсоток |
| ---------- | -------- |
| українська | 98,63 %  |
| російська  | 1,22 %   |
| молдовська | 0,15 %   |

## Цікаві факти
- У селі є руїни Покровської церкви.[8]
- На схід від села розташований Путивський заказник.
- Біля села знаходиться гідрологічна пам'ятка природи загальнодержавного значення — озеро Вадень.

## Постаті
- Воробей Іван Володимирович (1999—2018) — солдат Збройних сил України, учасник російсько-української війни.

## Галерея

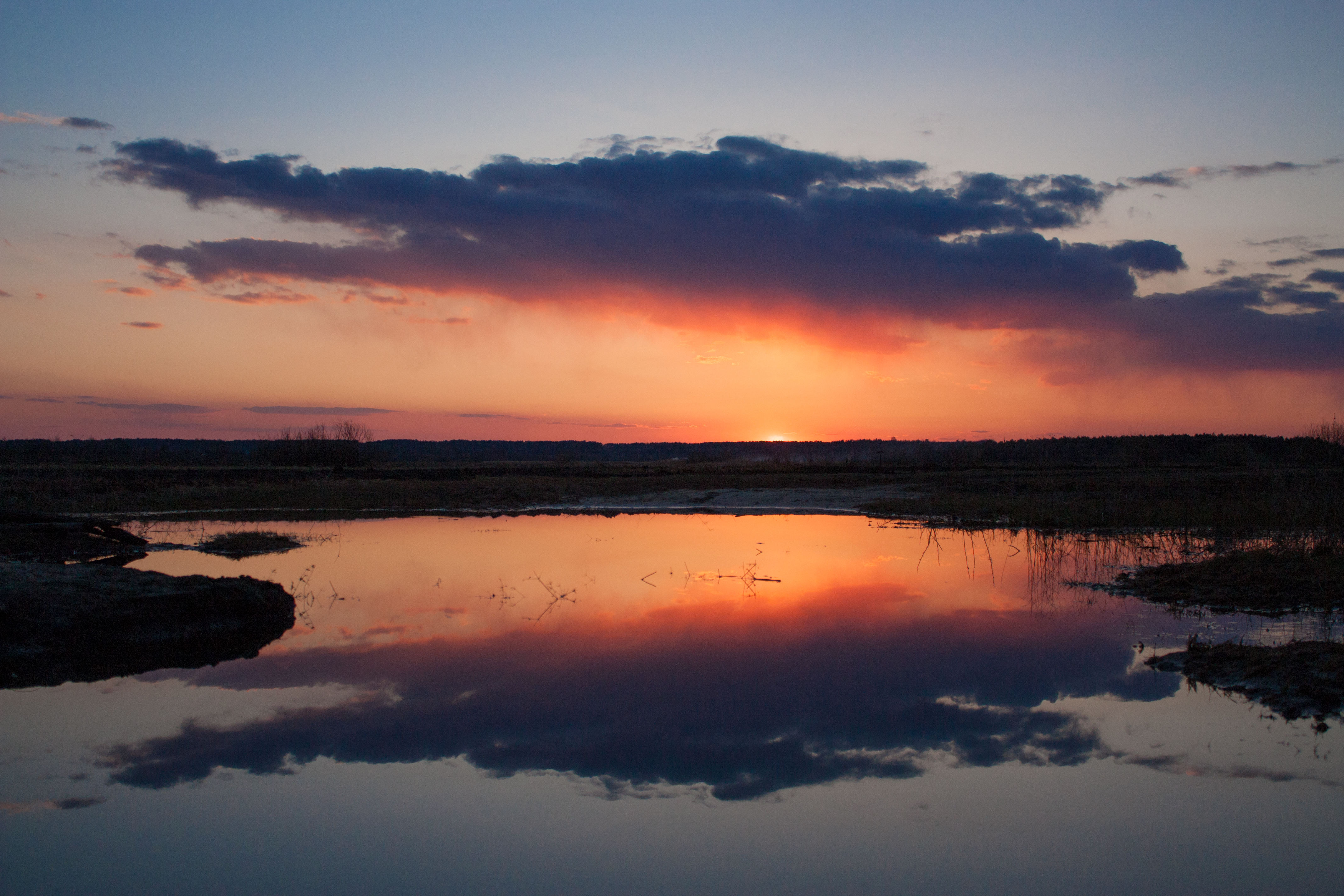
озеро Вадень
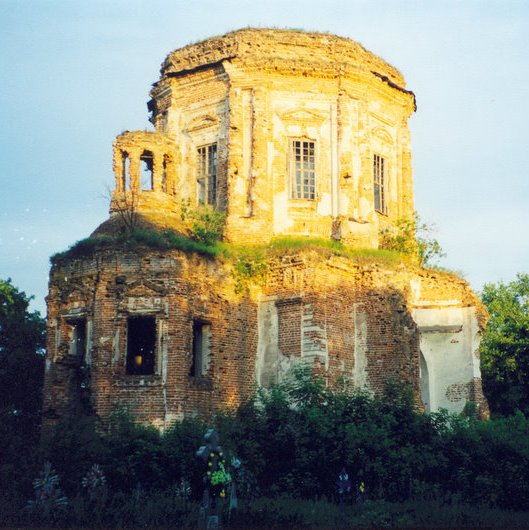
Покровська церква 2002 рік
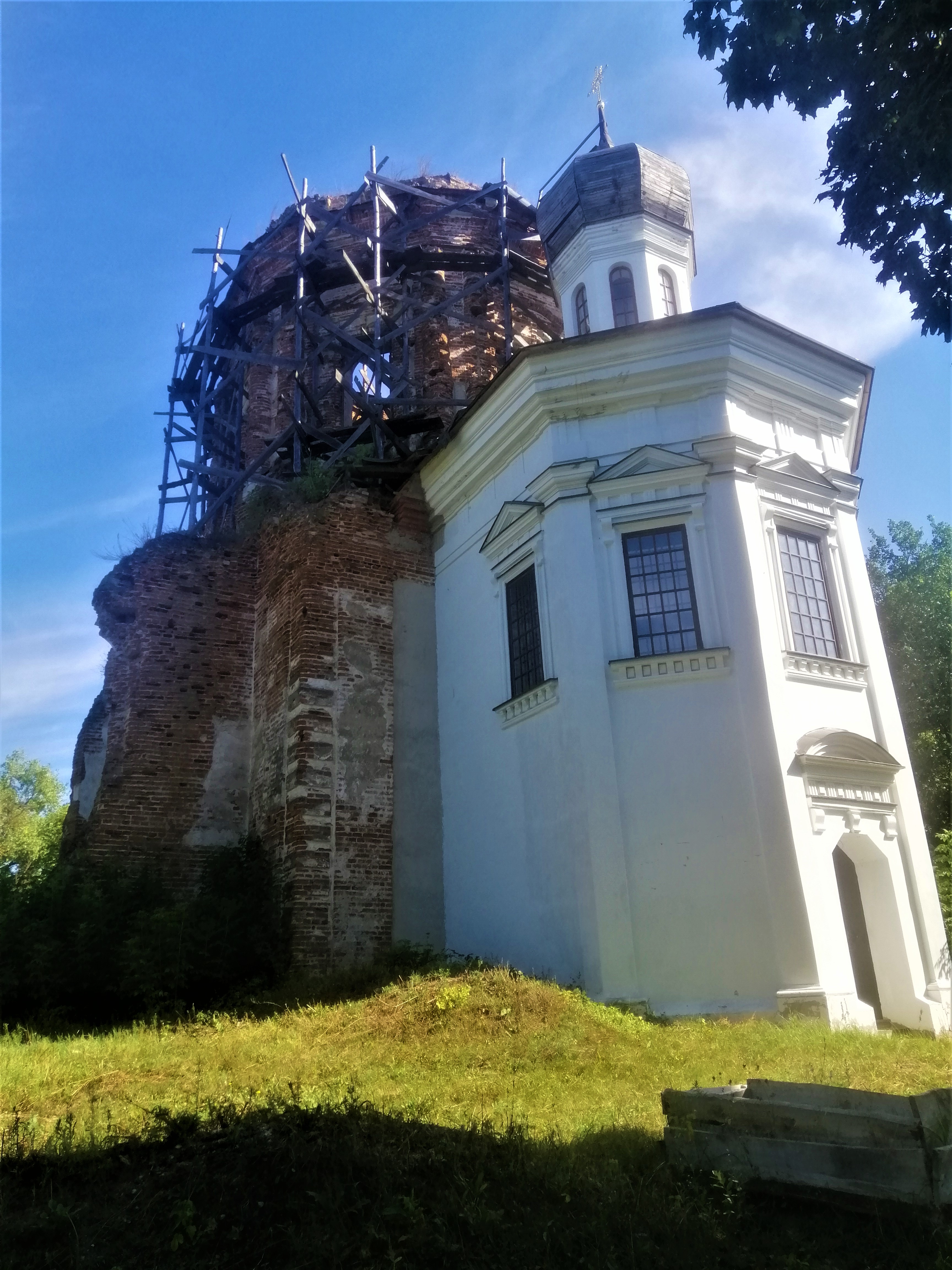
Покровська церква
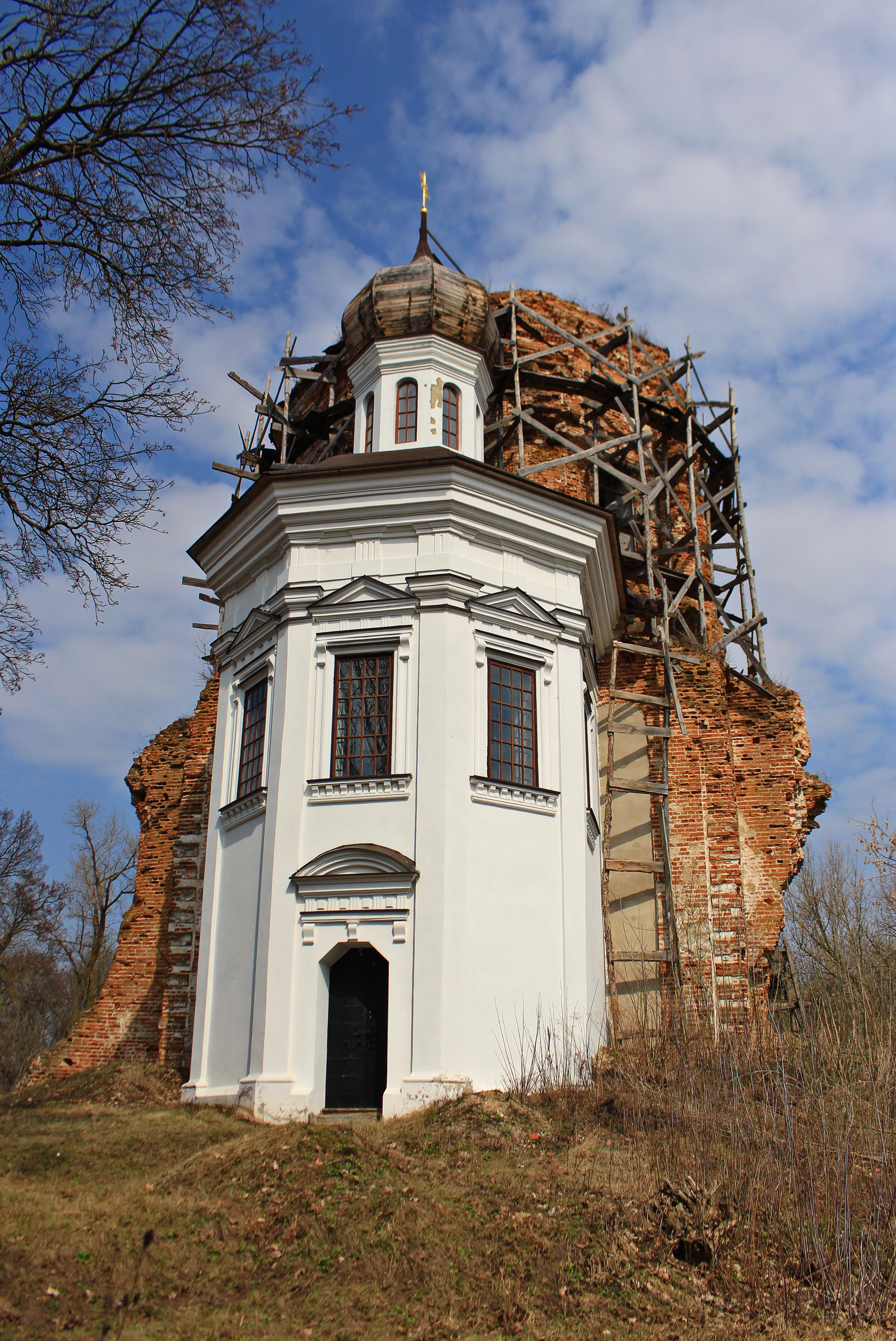
Реставрація Покровської церкви